# Dismal Mountains
Dismal Mountains är ett berg i Antarktis. Det ligger i Östantarktis. Australien gör anspråk på området. Toppen på Dismal Mountains är 1 643 meter över havet.
Terrängen runt Dismal Mountains är lite kuperad. Trakten är obefolkad. Det finns inga samhällen i närheten. 